# Herrarnas K-2 500 meter i kanotsport vid olympiska sommarspelen 2004
Herrarnas K-2 500 meter vid olympiska sommarspelen 2004 hölls på Helliniko Olympic Complex i Aten. 

## Medaljörer
| Gren           | Guld                                 | Silver                                    | Brons                                    |
| K-2, 500 meter | Tyskland Ronald Rauhe Tim Wieskötter | Australien Clint Robinson Nathan Baggaley | Belarus Raman Petrusjenka Vadzim Machneŭ |

## Resultat

### Heat
| Heat 1 |                                                  |          |    |
| 1.     | Ronald Rauhe och Tim Wieskötter (GER)            | 1:28.866 | QF |
| 2.     | Zoltán Kammerer och Botond Storcz (HUN)          | 1:31.166 | QS |
| 3.     | Damian Vindel och Francisco Llera (ESP)          | 1:32.846 | QS |
| 4.     | Yordan Yordanov och Ivan Hristov (BUL)           | 1:33.222 | QS |
| 5.     | Lasse Nielsen och Mads Kongsgaard Madsen (DEN)   | 1:33.938 | QS |
| 6.     | Marian Baban och Stefan Vasile (ROU)             | 1:34.410 | QS |
| 7.     | Aleksej Babadjanov och Sergej Borzov (UZB)       | 1:34.782 | QS |
| Heat 2 |                                                  |          |    |
| 1.     | Raman Piatrushenka och Vadzim Makhneu (BLR)      | 1:28.925 | QF |
| 2.     | Markus Oscarsson och Henrik Nilsson (SWE)        | 1:29.717 | QS |
| 3.     | Anatoli Tisjtjenko och Vladimir Grusjichin (RUS) | 1:30.761 | QS |
| 4.     | Clint Robinson och Nathan Baggaley (AUS)         | 1:30.869 | QS |
| 5.     | Antonio Rossi och Beniamino Bonomi (ITA)         | 1:33.565 | QS |
| 6.     | Yin Yijun och Wang Lei (CHN)                     | 1:37.061 | QS |
| Heat 3 |                                                  |          |    |
| 1.     | Marek Twardowski och Adam Wysocki (POL)          | 1:29.069 | QF |
| 2.     | Alvydas Duonėla och Egidijus Balčiūnas (LTU)     | 1:30.521 | QS |
| 3.     | Ognjen Filipović och Dragan Zorić (SCG)          | 1:30.665 | QS |
| 4.     | Bartosz Wolski och Rami Zur (USA)                | 1:31.893 | QS |
| 5.     | Steven Jorens och Richard Dober (CAN)            | 1:31.985 | QS |
| 6.     | Sebastian Cuattrin och Sebastian Szubski (BRA)   | 1:35.917 | QS |

### Semifinaler
| Semifinal 1 |                                                  |          |    |
| 1.          | Zoltán Kammerer och Botond Storcz (HUN)          | 1:30.438 | QF |
| 2.          | Anatoli Tisjtjenko och Vladimir Grusjichin (RUS) | 1:31.786 | QF |
| 3.          | Antonio Rossi och Beniamino Bonomi (ITA)         | 1:31.830 | QF |
| 4.          | Ognjen Filipović och Dragan Zorić (SCG)          | 1:32.150 |    |
| 5.          | Jordan Jordanov och Ivan Hristov (BUL)           | 1:33.182 |    |
| 6.          | Bartosz Wolski och Rami Zur (USA)                | 1:33.482 |    |
| 7.          | Marian Baban och Stefan Vasile (ROU)             | 1:34.398 |    |
| 8.          | Sebastian Cuattrin och Sebastian Szubski (BRA)   | 1:37.466 |    |
| Semifinal 2 |                                                  |          |    |
| 1.          | Alvydas Duonėla och Egidijus Balčiūnas (LTU)     | 1:30.270 | QF |
| 2.          | Clint Robinson och Nathan Baggaley (AUS)         | 1:30.710 | QF |
| 3.          | Damian Vindel och Francisco Llera (ESP)          | 1:30.998 | QF |
| 4.          | Markus Oscarsson och Henrik Nilsson (SWE)        | 1:31.030 |    |
| 5.          | Lasse Nielsen och Mads Kongsgaard Madsen (DEN)   | 1:33.482 |    |
| 6.          | Aleksej Babadjanov och Sergej Borzov (UZB)       | 1:33.654 |    |
| 7.          | Steven Jorens och Richard Dober (CAN)            | 1:34.318 |    |
| 8.          | Yin Yijun och Wang Lei (CHN)                     | 1:38.554 |    |

### Final
| Gold   | Ronald Rauhe och Tim Wieskötter (GER)            | 1:27.040 |
| Silver | Clint Robinson och Nathan Baggaley (AUS)         | 1:27.920 |
| Bronze | Raman Petrusjenka och Vadzim Machneŭ (BLR)       | 1:27.996 |
| 4.     | Marek Twardowski och Adam Wysocki (POL)          | 1:28.048 |
| 5.     | Zoltán Kammerer och Botond Storcz (HUN)          | 1:29.096 |
| 6.     | Damian Vindel och Francisco Llera (ESP)          | 1:29.532 |
| 7.     | Alvydas Duonėla och Egidijus Balčiūnas (LTU)     | 1:29.868 |
| 8.     | Antonio Rossi och Beniamino Bonomi (ITA)         | 1:30.804 |
| 9.     | Anatoli Tisjtjenko och Vladimir Grusjichin (RUS) | 1:31.048 |